# SS Teutonic
SS Teutonic – parowiec armatora White Star Line. Wraz z bliźniaczym Majestikiem zbudowany został, aby przepływać Atlantyk ze średnią prędkością 20 węzłów. W październiku 1918 roku mógłby podzielić losy RMS Titanic, ponieważ natrafił na górę lodową, 172 mile od wybrzeży Nowej Fundlandii. Jak później ustalono od góry lodowej dzieliło go zaledwie 20 stóp. Złomowany w 1921 roku w Emden.